# James Pittendrigh Macgillivray

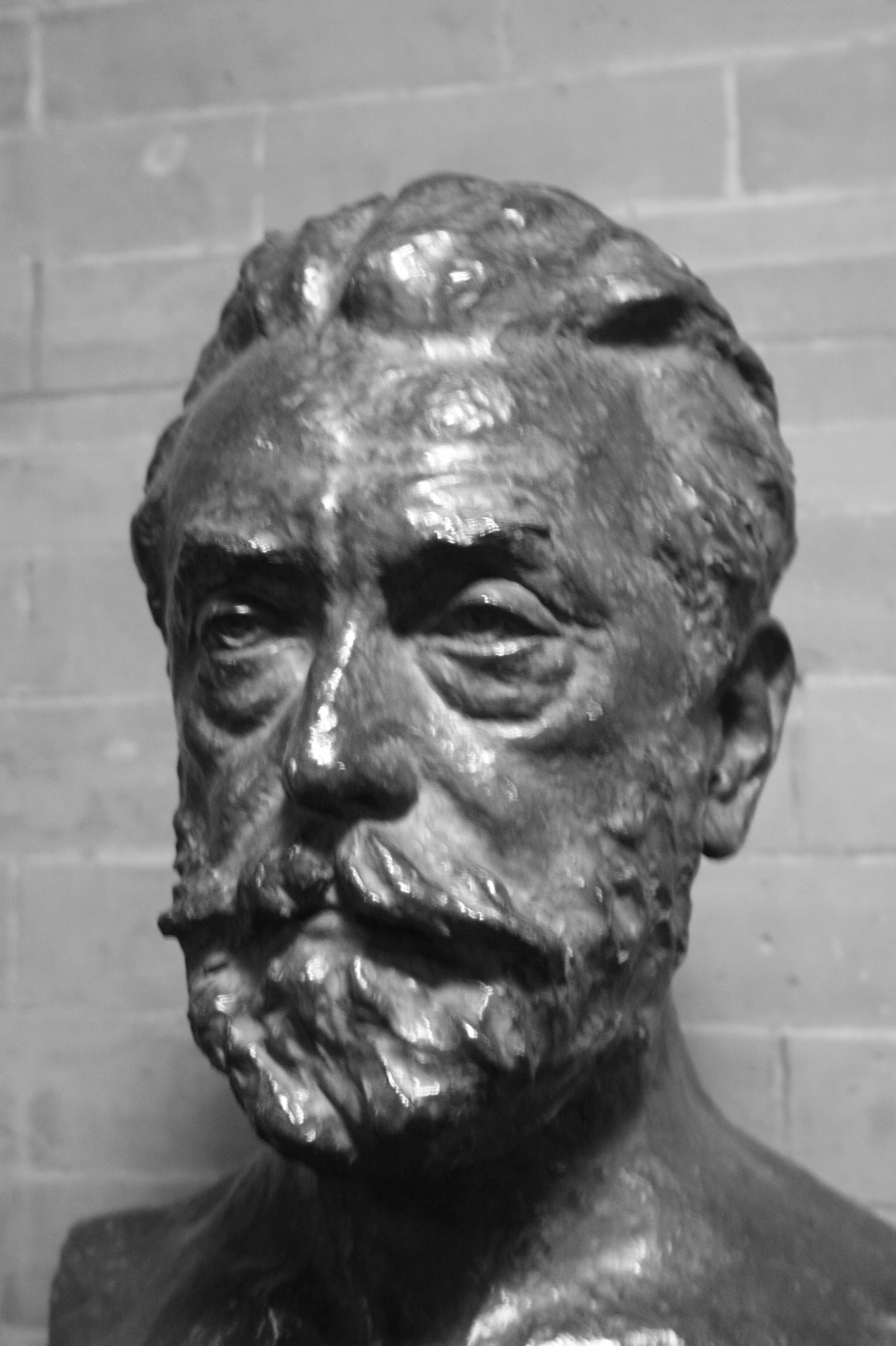
James Pittendrigh Macgillivray, Porträt von Benno Schotz 1922

James Pittendrigh Macgillivray (* 23. Mai 1856 in Inverness, Schottland; † 28. April 1938 in Edinburgh) war ein schottischer Bildhauer, Dichter und Mäzen.

## Leben
James Pittendrigh MacGillivray war der Sohn des Bildhauers William Ewan MacGillivray (1829–1879). Er studierte an der Edinburgh School of Art bei William Brodie (1815–1881) sowie bei James Steel, einem Ornamentschnitzer in Glasgow. Zu seinen Werken zählen Porträtbüsten des Malers Joseph Crawhall (1881) aus der Gruppe der „Glasgow Boys“ sowie des Philosophen Thomas Carlyle (1889). Darüber hinaus schuf er eine Reihe von Denkmälern auf Glasgows Friedhöfen, die Bronzeporträts und figurative Reliefs zeigen. Seine architektonischen Skulpturen zieren mehrere bedeutende Gebäude in Glasgow. Dazu gehören die City Chambers, für die er die Figuren in den Loggien geschnitzt hat.

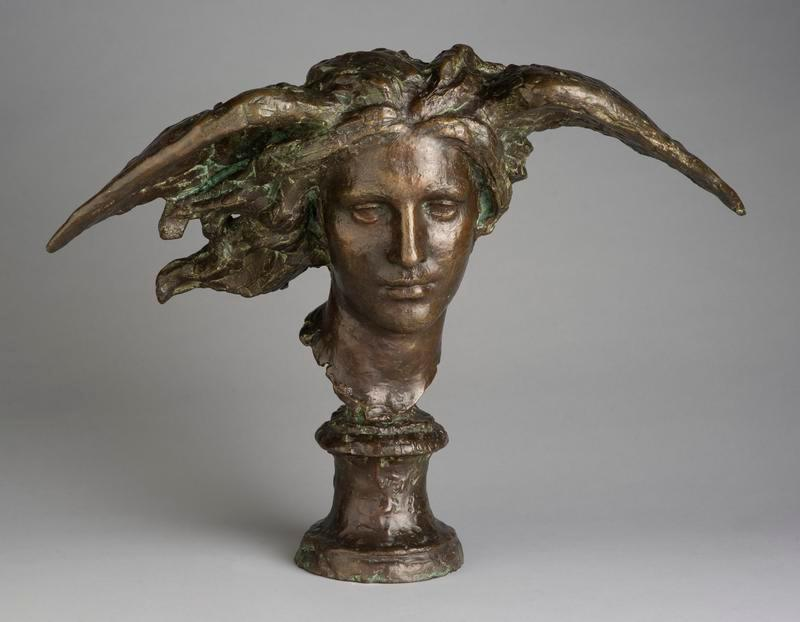
James Pittendrigh Macgillivray: Hypnos, 1900, Bronze. Aberdeen Archives, Gallery & Museums Collection

Neben seiner Arbeit als Bildhauer war MacGillivray auch Maler, Grafiker, Philosoph, Musiker, angesehener Dichter und schottischer Nationalist. Er war ein enger Freund der „Glasgow Boys“ und Mitbegründer der „Scottish Art Review“. MacGillivrays Druckgrafiken wurden als Zinkätzung hergestellt. Die frühesten davon stammen aus der Mitte der 1890er Jahre. 1926 kehrte er zu diesem Medium zurück und veröffentlichte einige Druckserien, darunter auch farbige. 1921 wurde er zum königlichen Bildhauer ernannt. James Pittendrigh MacGillivray starb am 29. April 1938 in Edinburgh.
1988 stellte die Aberdeen Art Gallery eine kleine Auswahl seiner Werke aus. Seine Arbeiten befinden sich in den Sammlungen des Hunterian in Glasgow und der Aberdeen Art Gallery. Er wurde zum Mitglied der Royal Society of British Sculptors gewählt und war auch Mitglied der Scottish Guild of Handicraft.

## Werk

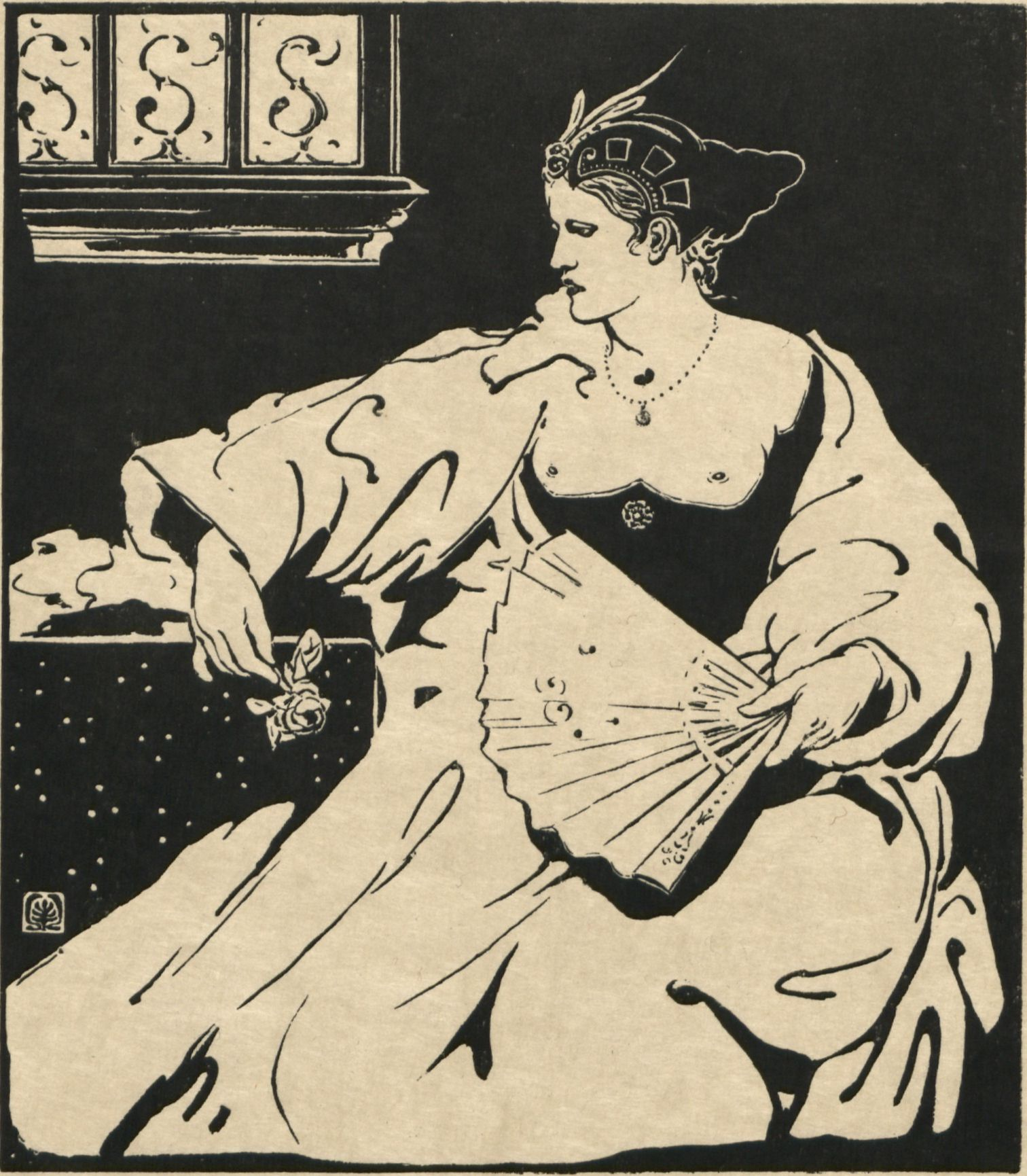
James Pittendrigh Macgillivray: La Dame Aux Camelias (Zinkografie). Aberdeen Archives, Gallery & Museums Collection

Während seine kleinformatigen Werke in Sammlungen in Glasgow und Edinburgh gut vertreten sind, sind seine öffentlichen Werke eher selten. Zu den wichtigsten zählen das Robert-Burns-Denkmal in Irvine (1895) und das mehrteilige William-Ewart-Gladstone-Denkmal in Edinburgh (1899–1917). Zu seinen architektonischen Werken außerhalb von Glasgow zählt eine Skulptur an der Dumfries Public Library aus dem Jahr 1904. Sein Stil verbindet klassische Bildhauerei mit nationalromantischen Elementen und weist häufig Anklänge an keltische Symbolik auf. Neben seiner Arbeit als Bildhauer publizierte er auch Gedichte in schottischem Englisch und engagierte sich für eine eigenständige schottische Kultur.